# Atlantycka Mary
Atlantycka Mary (ang. Ocean Born Mary, ur. 28 lipca 1720 na Atlantyku, zm. 13 lutego 1814 w Henniker) – fikcyjna postać kobieca, jeden z popularnych duchów amerykańskich, ukazujących się w Henniker, w stanie New Hampshire.
Mary urodziła się na statku, którym jej rodzice, irlandzcy emigranci, płynęli w poszukiwaniu pracy do Ameryki. Jej narodziny odbyły się tuż po zdobyciu jednostki przez lokalnych korsarzy, którymi dowodził kapitan Pedro. Narodziny dziecka rozczuliły okrutnego korsarza, który w normalnych warunkach zamordowałby wszystkich pasażerów statku. W zaistniałych warunkach postanowił wszystkich ocalić, pod warunkiem, że dziecko otrzyma imię jego żony – Mary. Umowa została zawarta i korsarze odpłynęli. Mary wyrosła na piękną dziewczynę, która urodziła czworo synów. Jej mąż jednak zmarł dość szybko. Mary postanowiła pozostać wdową. Na jej drodze pojawił się jednak Pedro, który porzucił korsarstwo i został już wcześniej ułaskawiony. Mary wyszła za niego za mąż i w szczęściu dożyła do ponad dziewięćdziesięciu lat. Jej duch powraca w pobliże Henniker, gdzie poszukuje skarbu zakopanego jakoby przez jej drugiego męża – Pedrę. 
Do Atlantyckiej Mary nawiązują m.in. Hans Holzer w Yankee Ghosts, czy Susy Smith w Prominent American Ghosts.